# Linarejos Moreno
Linarejos Moreno (Madrid, 19 de enero de 1974) es fotógrafa, artista plástica, investigadora y gestora docente franco-española. Su obra visualiza las complejas relaciones entre producción/capital y "otredad” desde la Revolución Industrial hasta el tecnocapitalismo actual. Comienza fotografiando intervenciones de carácter social en espacios industriales vinculados a su biografía y evoluciona hacia instalaciones heterogéneas centradas en la transmisión de conocimiento visibilizando sujetos y alteridades tradicionalmente excluidos de su transmisión.Sus principales aportaciones son haber ligado el pensamiento posthumanista, el ecofemismo, la crítica del valor, el conocimiento situado o la geografía crítica a una práctica fotográfica construida desde las artes plásticas,  que navega entre el conocimiento científico-tecnológico y lo ritual-ancestral. 
Ha desarrollado su obra principalmente entre España y Estados Unidos, siendo adquirida por numerosas instituciones como la Colección del Banco de España  o The Museum of Fine Arts, Houston (MFAH).
Su último proyecto On the Geography (2016-2023) ha recibido The BOOK AWARD 2024 (Author´s book, mención especial)  en Les Rencontres d´Arles (Francia), y el premio al Mejor Libro de Fotografía en la categoría de Bibliofilia de PHotoEspaña 2024, el Premio de la Fundación Ankaria, ha sido expuesto recientemente en Inman Gallery (Houston) dentro de la Bienal Internacional de Fotografía FOTOFEST 2024  y en el Museo Lázaro Galdiano en el 2023,siendo adquirido recientemente también por el Museum of Fine Arts de Houston (MFAH).
En el ámbito de la gestión ha desarrollado programas educativos de alto impacto como el Máster en Proyectos Fotográficos de PHotoESPAÑA o el programa del Vicedecanato de Cultura, Patrimonio y Comunicación de la Facultad de Bellas Artes de la Universidad Complutense de Madrid donde es actualmente docente.

## Trayectoria profesional
Es doctora en Bellas Artes por la Universidad Complutense de Madrid, donde es Vicedecana de Acción Cultural, Patrimonio y Comunicación, profesora en el grado de Bellas Artes  y en el máster en Investigación Arte y Creación (MIAC).
Ha sido becaria Fulbright, investigadora invitada en el Departament of Art History  en Rice University, Houston, artista en residencia en The International Studio & Curatorial Program (ISCP) de Nueva York y profesora invitada en el Department of Photography/ Digital Media  en The University of Houston. 
Como directora artística del máster de PHotoEspaña, fue la responsable de la creación del actual programa del #MasterPHE. 
Miembro del equipo de investigación estatal (I+D) “Interacciones del arte en la tecnosfera”  del Ministerio de Asuntos Económicos y Transformación Digital (MINECO). Colabora como comisaria con el Museo Nacional de Ciencia y Tecnología (MUNCYT). 
Tras una primera etapa de producción pictórica marcada por la yuxtaposición de elementos industriales y orgánicos, se licencia en 1998 en Bellas Artes por la Universidad Complutense de Madrid. Ese mismo año obtiene el Premio Muestra de Arte Joven 98 del  INJUVE, por su obra Arqueología Industrial Ficticia, unos vídeos realizados mediante el apropiacionismo de fotografías industriales de su entorno. En esta obra, expuesta en el Museo Español de Arte Contemporáneo (MEAC) de Madrid, emplea por primera vez la fotografía.
En el año 2000 se estrena en la Feria Internacional de Arte Contemporáneo ARCO, donde ha participado en más de diez ediciones. Del año 2000 al 2003, reside en París, donde trabaja en la museografía/expografía de temática científica para la agencia Zen+dCO. Comienza a utilizar la fotografía para documentar intervenciones site-specific como la realizada mediante el strappo de una pintura mural de trayectorias matemáticas ejecutada en su espacio doméstico en París, cuya fotografía Una casa con esquinas, fue premiada con el Premio ABC de pintura y fotografía y expuesta en el estand del diario durante ARCO 2005.
En 2005, regresa a Madrid becada por la Casa de Velázquez y comienza a trabajar con las rápidas transformaciones de los espacios industriales, primero como resultado de la burbuja inmobiliaria, que llevó a la recalificación y transformación rápida de los terrenos y después por el abandono sufrido con el comienzo de la recesión de 2007, dando lugar a series como Plañideras (2006),  donde interviene el patrimonio industrial desde una perspectiva de género, Tejiendo los restos del naufragio (2009), basada en la construcción de nuevos significados a partir de objetos vinculados a la producción y Stalker. El cálculo de la incertidumbre (2007) con el que recibe el Premio Internacional de Fotografía Contemporánea Purificación García. La fotografía premiada documentaba una intervención pictórica sobre los muros de un espacio industrial, consistente en la escritura de un desarrollo matemático ligado a la Teoría de la probabilidad. Fue la primera obra de la artista adquirida por un museo americano.
Su proyección internacional comienza en 2010 cuando se traslada a Houston. De 2012 a 2014, reside en el International Studio and Curatorial Program de Nueva York (ISCP) y recibe la beca Fulbright como investigadora invitada en la Rice University de Houston, realizando su primera exposición, Artifactual Realities, en el museo americano Station Museum de Houston participando en la Bienal Internacional de Fotografía FotoFest.
En 2014, comienza a trabajar con Inman Gallery en Houston y enseña como profesora invitada en el Department of Photography/ Digital Media en The University of Houston. Recibe el Primer Premio Fundación DKV y Feria Internacional de Arte Contemporáneo Estampa por la pieza Moon 594, que explora las huellas de la petromodernidad en el paisaje del sur de Estados Unidos desde su lugar de enunciación, su relación con los espacios liminares de la industria española.
En 2015, consigue la beca Transart, otorgada por The Transart Foundation for Art and Anthropology de Houston, expone en las colectivas de la Universidad Internacional de Andalucía en Málaga (Casa Mena) con Differents Orders: Reflexiones en torno a la nueva colección de Pilar Citoler  y en el Festival de Cine de San Sebastián con Platea: Los fotógrafos miran al cine.
La práctica site-specific de Linarejos Moreno, focalizada en la documentación fotográfica de las intervenciones que realiza en espacios industriales en ruinas y su posterior expansión en el espacio expositivo, la conduciría a realizar la tesis doctoral La Ruina como proceso: Robert Overby, Francesca Woodman, Gordon Matta Clark y su legado (2016), donde rastrea los orígenes de estas prácticas y sus conexiones con la crisis capitalista y el desarrollo de la antropología.
Con motivo del Festival PHotoEspaña 2016 realiza en Madrid dos grandes exposiciones individuales de manera simultánea, Tabularia. Laboratorios de ciencia e imaginación en el Real Jardín Botánico de Madrid y La construcción de una ruina  en el espacio Tabacalera Promoción del Arte de Madrid, ambas basadas en objetos científicos del siglo XIX publicando su libro de artista Art Forms in Mechanism (2017) que recoge los dos proyectos. En este libro, entabla un diálogo con la obra de Karl Blossfeldt industrializándolo a través de la documentación de modelos científicos mecánicos del siglo XIX, siendo seleccionado como uno de los mejores libros de PHotoEspaña y adquirido por bibliotecas como la de MNCRS, la Getty Foundation en Los Ángeles o la del MFAH en Houston.
En 2017 empieza a colaborar como comisaria artística con el Museo Nacional de Ciencia y Tecnología (MUNCYT). La colaboración despierta el interés de la artista sobre la fotografía de la física de partículas dando lugar en el 2018 a su exposición La Cámara de Niebla (The Cloud Chamber), en el Centro de Arte de Alcobendas y posteriormente, en The Transart Foundation for Art and Antropology en Houston.
En el 2019 expone individualmente Stop Vuelvo Pronto Stop en el Palacio de Cibeles de Madrid (CentroCentro) y la Fundación Banco Santander premia su obra How to Catch Cosmic Rays at Home con el programa Derivada, donde traslada un experimento de visualización de rayos cósmicos del espacio científico institucional al espacio doméstico y cuestiona las relaciones entre valor, género, trabajo y el espacio público/privado donde este ocurre.
En 2022, es elegida como directora artística del máster en Fotografía de PHotoEspaña, que coordina la Fundación Contemporánea y perteneciente a la editorial La Fábrica.
Participa como comisaria artística en la exposición In/ Visibilidad: Arturo Duperier y los rayos cósmicos en el Museo Nacional de Ciencia y Tecnología (MUNCYT). Esta exposición también incluye su instalación La Cámara de Niebla.
Este mismo año se le otorga el primer premio de la segunda edición de Ankaria Photo por su proyecto On the Geography of Green, en el que yuxtapone la representación visual de un paisaje en extinción, en este caso los drive-in cinemas del sureste de Estados Unidos, con infinidad de datos de ese mismo territorio, cuestionando con esta intersección el modo en el que se ha construido la mirada tradicional del paisaje y añadiendo una lectura nueva que ahonda en la realidad humana e histórica del lugar investigado. Este premio culmina con la exposición Inside-Route en el Centro de Arte Pepe Espaliú de Córdoba en el que se exhibe On the Geography of Green junto a Myse en abyme de Irma Álvarez-Laviada, segunda premiada de la edición.
Dos de sus obras de la serie Art Forms in Mechanism se exhiben en la exposición Flores y Frutos de la Colección del Banco de España. La muestra reúne cerca de cincuenta piezas de más de una treintena de artistas, desde el Barroco hasta el momento actual, sobre motivos florales y frutales que forman parte de la iconografía del Banco de España y de los fondos de la propia colección.
A principios de 2023 expone On the Geography of Red en el Museo Lázaro Galdiano, un site-specific en el que la artista combina las fotografías tomadas el 15 de marzo de 2022 –cuando una fuerte calima proveniente del Sáhara transformó el cielo de Madrid en la atmósfera roja de Marte– con una ingente cantidad de datos relativos al Museo Lázaro Galdiano, convirtiéndolo en todo un análisis sociológico y técnico del mismo. La obra se expone junto a su anterior proyecto reconocido internacionalmente On the Geography of Green.
Es premiada con la II Beca Pública de Arte de la Fundación Campocerrado. El resultado de esta beca es la serie On the Geography of Chthuluceno, un análisis de los sistemas de producción de conocimiento y capital en la dehesa castellana y su exposición en la muestra Sacrified to Curiosity en Estudio Dodark .
Es seleccionada como artista invitada para el Festival de Arte Vivo de 2023 para realizar un site-specific en el entorno de Genalguacil Pueblo Museo. En la serie comisionada, On the Geography of the River, Moreno continúa la línea del proyecto matriz On the Geography y en esta ocasión, superpone fotografías escenificadas (tableaux vivants) de jóvenes científicos en el paisaje con datos sobre depresiones circulares halladas en el lecho rocoso del río, exhibiéndose en la exposición Cursos de la memoria. Márgenes de vida en el Museo de Arte Contemporáneo de Genalguacil ‘Fernando Centeno’  y en ARCO 2024.Expone en CONEXIONES. Diálogos en torno al legado de Ramón y Cajal junto a Paula Anta, Miguel Ángel Tornero y Ana Pérez Pereda en el Museo Lázaro Galdiano.  
A principios de 2024 participa en la Bienal de Fotografía FOTOFEST en Houston con su exposición On the Geography of Green en Inman Gallery como espacio participativo,adquiriendo una de las piezas The Museum of Fine Arts of Houston, tercera obra de la artista en la colección de este museo. En abril es nombrada Vicedecana de Acción Cultural, Patrimonio y Comunicación de la Facultad de Bellas Artes de la Universidad Complutense de Madrid. Exhibe una obra de la serie Art Forms in Mechanism en la exposición Perpetuum Mobile con motivo del Festival de PHotoEspaña en el Círculo de Bellas Artes de Madrid. 
Publica On the Geography of Green [&], un monográfico complementario al proyecto de largo recorrido On the Geography (2016-2022). Se trata de un novedoso libro de fotografía que explora la identidad canónica del paisaje con un efecto sublime, además de presentar un estudio sociológico y técnico de los lugares explorados. Publicado por la Editorial RM y codiseñado por Linarejos y los Hermanos Berenguer, incluye textos de Marta Dahó, Semíramis González y Juan Francisco Rueda y contiene 31 placas info-fotográficas a modo de trípticos. Este libro recibe la Mención especial en la categoría THE AUTHOR BOOK en Les Rencontres d' Arles  y el premio al Mejor Libro de Fotografía del Año en la categoría de Bibliofilia por PHotoEspaña y La Fábrica.

## Obra en museos y colecciones
La obra de Linarejos Moreno se encuentra en diversos museos y colecciones nacionales e internacionales como el Museo Nacional Centro de Arte Reina Sofía, Museum of Fine Arts of Houston, Colección Banco de España,Toyota Foundation, Fundación DKV, Colección CIRCA XX Pilar Citoler, Colección olorVISUAL-Fundación Ernesto Ventós, Colección Arte y Naturaleza, Colección Huarte-Moriarty,Colección Purificación García, Colección del periódico ABC, Instituto de la Juventud (INJUVE), Colección Artística de Paradores Nacionales, Colección Pébeo y Extensión Memorial de Caen.

## Premios y distinciones
- Mención especial en la categoría THE AUTHOR BOOK por la publicación On the Geography of Green [&] en 'Les Rencontres d'Arles' (2024).[5]

- Premio al Mejor Libro de Fotografía del Año en la categoría de Bibliofilia por la publicación On the Geography of Green [&] de 'PHotoESPAÑA' y La Fábrica (2024).[6] [66]

- II Beca Pública de Arte de la Fundación Campocerrado (2022).[67]

- Primer Premio Internacional de Fotografía del Siglo XXI Ankaria Photo, Fundación Ankaria (2022).[68]
- II Edición del Programa Derivada, Fundación Banco Santander (2019).[69][70]
- Beca Transart, The Transart Foundation for Art and Anthropology in Houston (2015-16).[71]
- Primer Premio DKV, Fundación DKV y Feria Internacional de Arte Contemporáneo Estampa (2014). [72][73]
- Beca Fulbright, Comisión Fulbright y el Ministerio de Educación Español. Secretaría de Estado de Cultura, Beca para la “Internacionalización del arte español en exterior” Dirección General de Bellas Artes Bienes Culturales y de Archivos y Bibliotecas (2013). [74]
- Beca Iniciarte para producción. Comunidad Autónoma Andaluza (2010). [75]
- Primer Premio de Fotografía Purificación García (2008).[76]
- Primer Premio Casa de Velázquez y Fundación Arte y Naturaleza (2006).
- Primer Premio ABC de Pintura y Fotografía (2005).
- Beca Casa de Velázquez, Ministerio Francés de Educación e Investigación (2003).
- Premio Generaciones 2003, otorgado por Caja Madrid (2003). [77]
- Beca Germinations, otorgada por Arteleku, Germinations e Injuve (1999).
- Premio Muestra de Arte Joven 98, Instituto Nacional de la Juventud (INJUVE), Ministerio Español de Trabajo y Asuntos Sociales (1998).
- Premio Joven 98 de Artes Plásticas, otorgado por Fundación General UCM, Banco Central Hispano 20, INJUVE, Ferrovial, Zurich Seguros y Mercedes Benz (1998).
- Beca de Títulos Propios Universidad Complutense de Madrid (1998).

## Publicaciones
- Moreno, Linarejos. "On the Geography of Green [&]". España: Editorial RM. 2024. ISBN: 978-84-19233-94-3. [4][58]
- Moreno, Linarejos. Vasili Kandinsky y The Cloud Chamber (La cámara de niebla). En "Catálogo In/Visibilidad. Arturo Duperier y los rayos cósmicos". Pp. 26-38. 2022. España: Museo Nacional de Ciencia y Tecnología (MUNCYT). E-NIPO 831220266. [78]
- Moreno, Linarejos. What Hath God and Covid-19 Wrought. En "Arte y tecnosfera. #2, Confinad+s". Pp. 185-201. España: Brumaria. 2020. ISBN: 978-84-123011-1-3.[79]
- Moreno, Linarejos. Máquinas inútiles. Prácticas artísticas contemporáneas y tecnologías no-productivas: Resistiendo a la reificación. En "Arte y Tecnosfera". Pp. 269-289. España: Brumaria. 2019. ISBN: 978-84-949929-7-1.[80]
- Moreno, Linarejos. "Art Forms in Mechanism". España: Turpín Editores. 2017. ISBN: 978-84-946091-9-0.[81][82][83][84][85]
- Moreno, Linarejos. "La ruina como proceso: Robert Overby, Gordon Matta-Clark, Francesca Woodman y su legado". Tesis Doctoral. Universidad Complutense de Madrid. 2016.[86]
- Moreno, Linarejos. "Ledger". USA: Editorial Blurb. 2013. ISBN: 1-964555881 (US Library Congress).[87][88]